# Mercedes-Benz EQS SUV
Mercedes-Benz EQS SUV (X296) — електромобіль-кросовер виробництва Mercedes-Benz.

## Опис

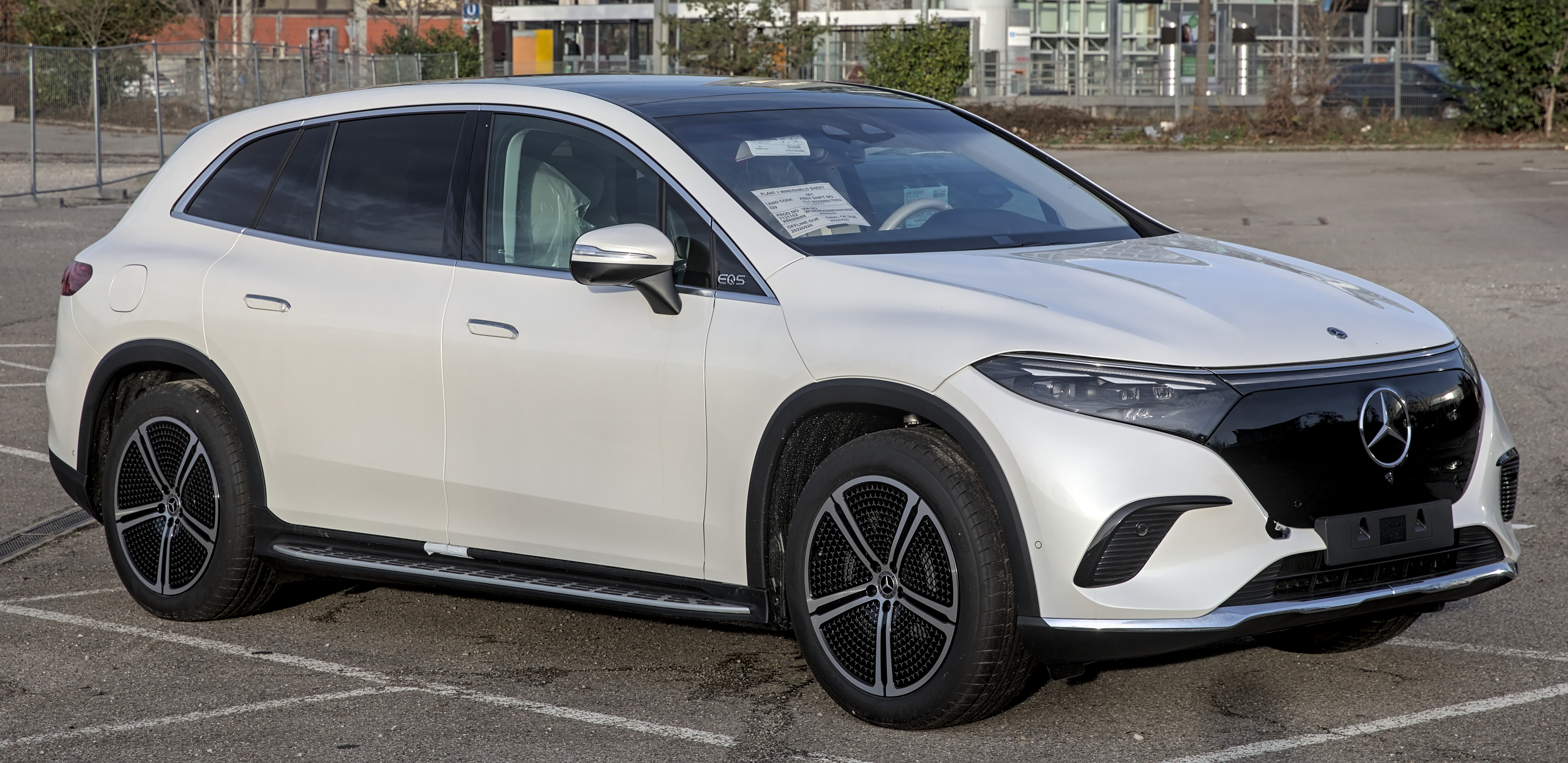
Mercedes-Benz EQS 450+ (X296)

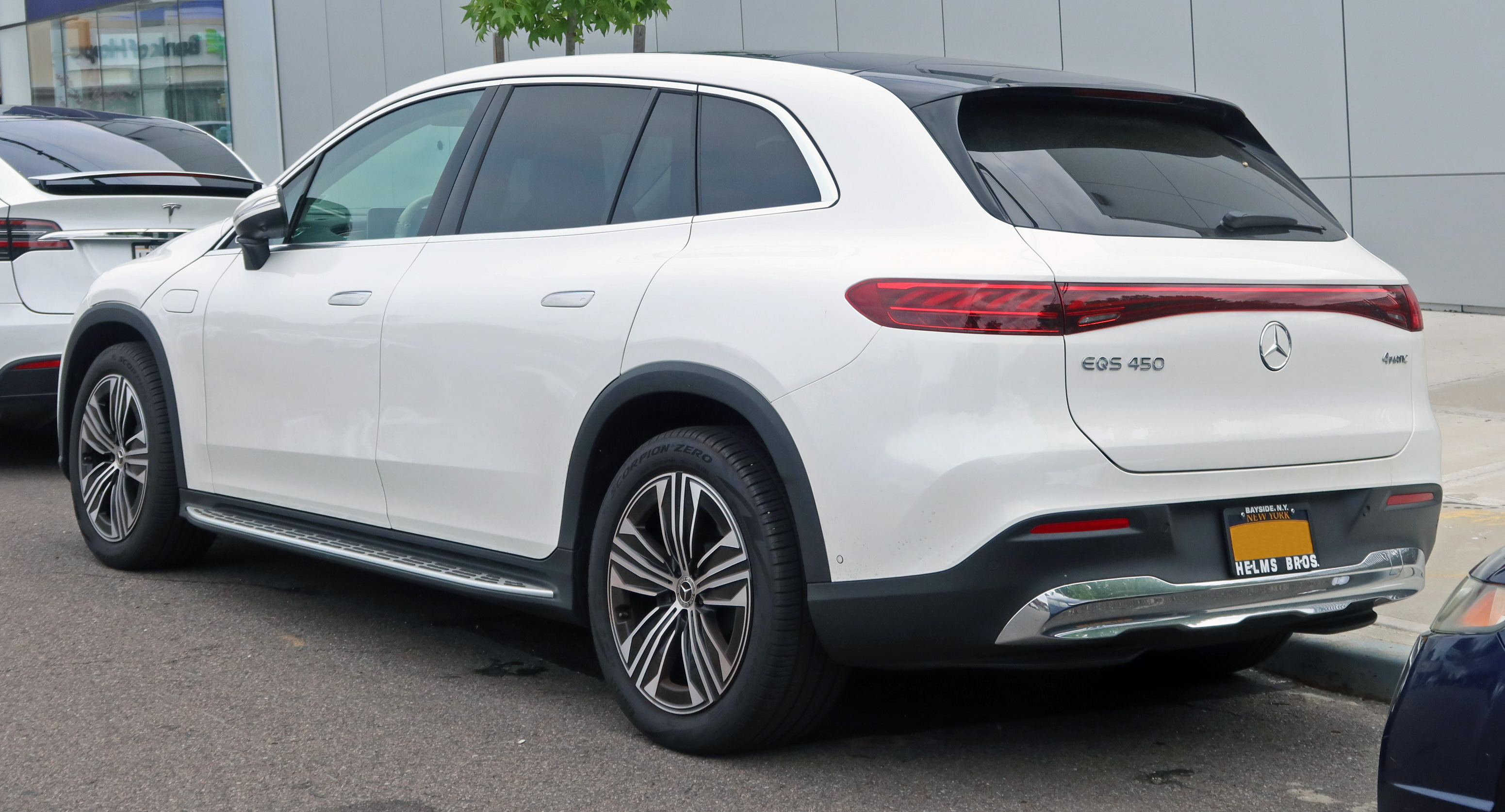
Mercedes-Benz EQS 450+ (X296)

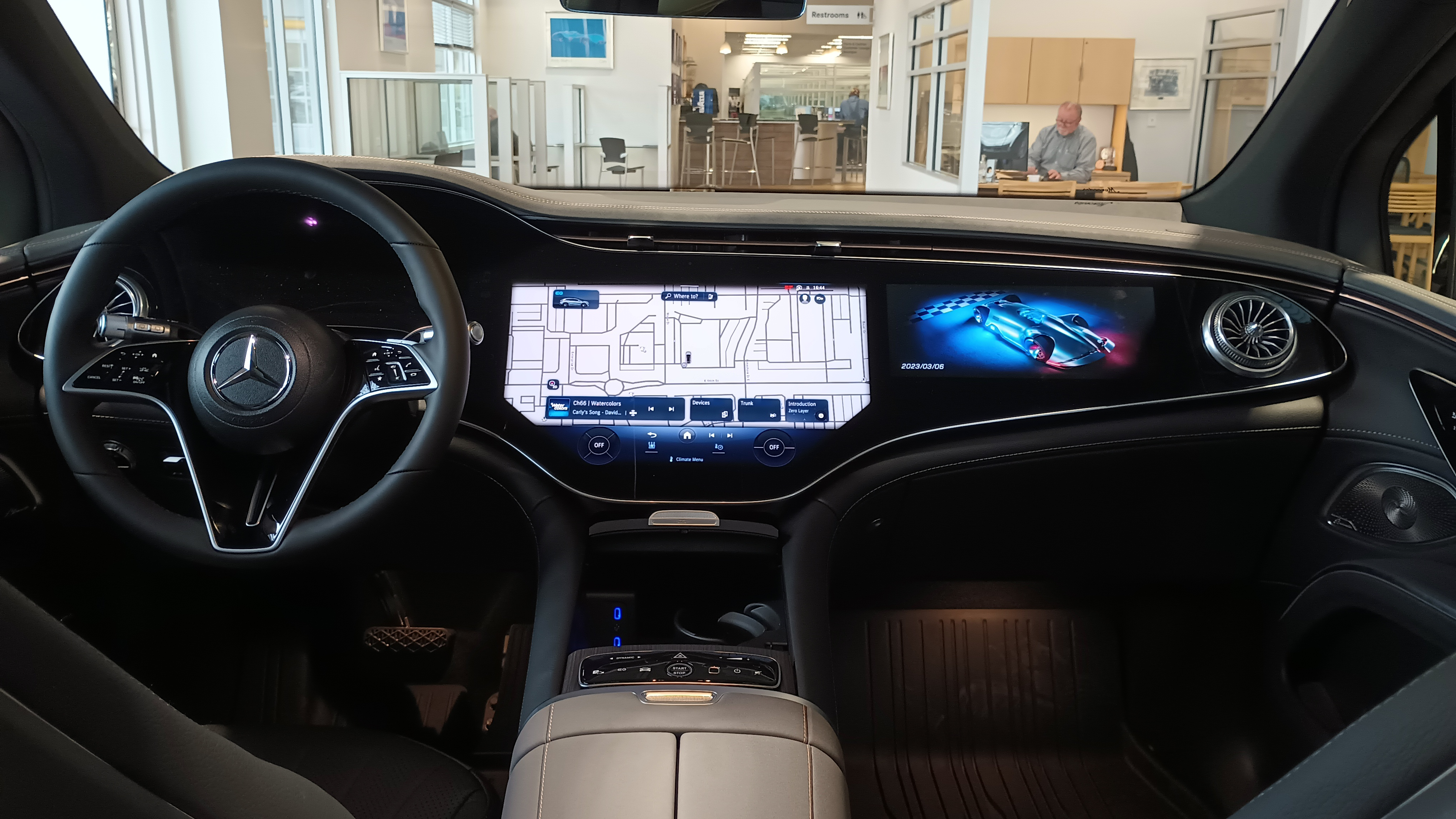
салон з MBUX Hyperscreen

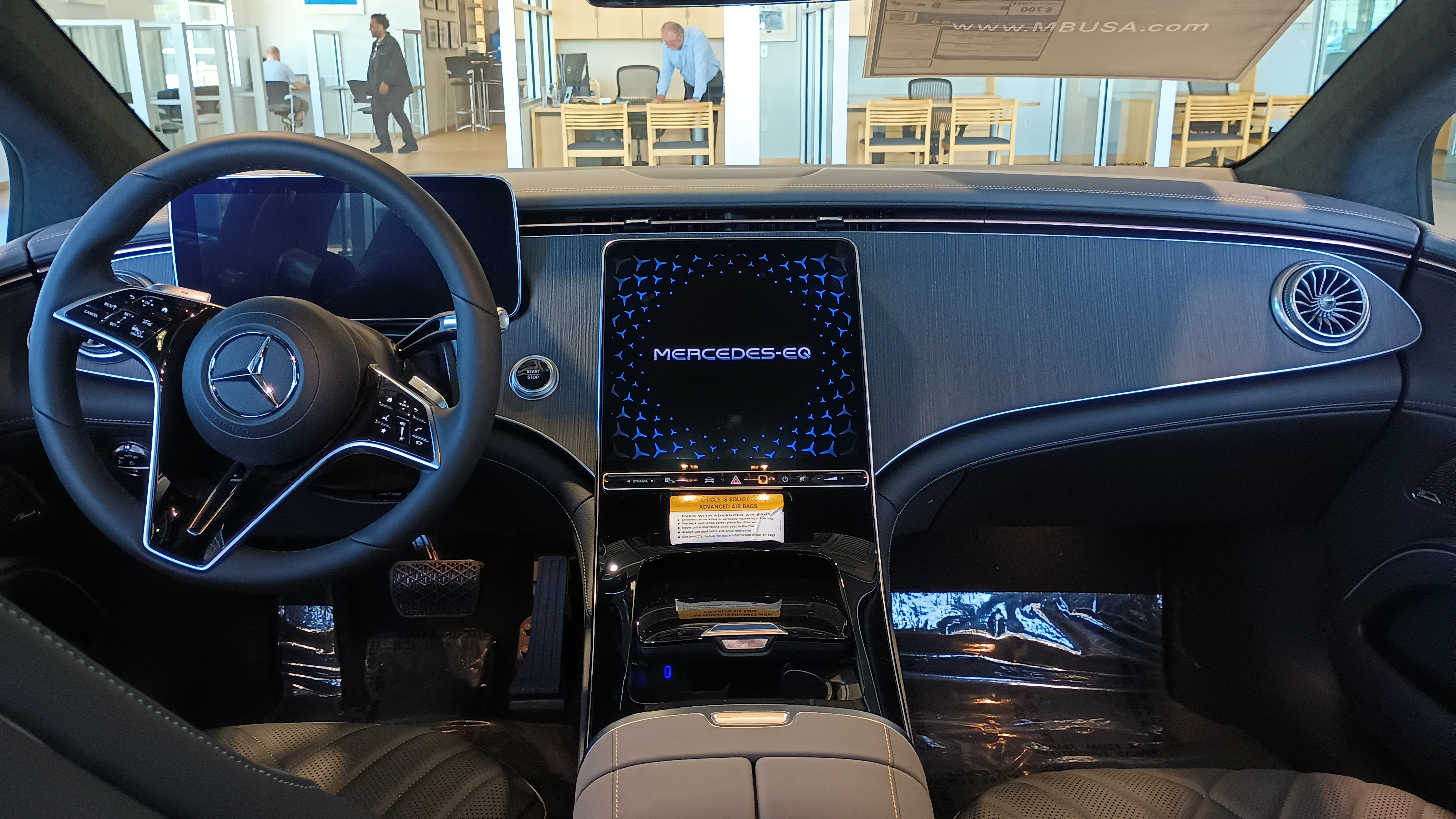
салон без MBUX Hyperscreen

19 квітня 2022 року до ліфтбека Mercedes-Benz EQS додали кросовер EQS SUV, Концепт автомобіля під назвою Mercedes-Maybach EQS SUV Concept дебютував 5 вересня 2021 року на автосалоні в Мюнхені.
Модифікації автомобіля: EQS 450, EQS 450 4MATIC та EQS 580 4MATIC.
У салоні автомобіля є 56-дюймовий TFT-монітор MBUX Hyperscreen. 
Кросовер пропонують у варіантах на 5 і 7 місць.
Доступні п'ять режимів керування: Eco, Comfort, Sport, Individual та Offroad. Підвіска у EQS SUV пневматична з повнокерованим шасі. Серійно кут повороту задніх коліс становить 4,5 градуси, за доплату його можна буде збільшити до 10 градусів.

### Maybach EQS680

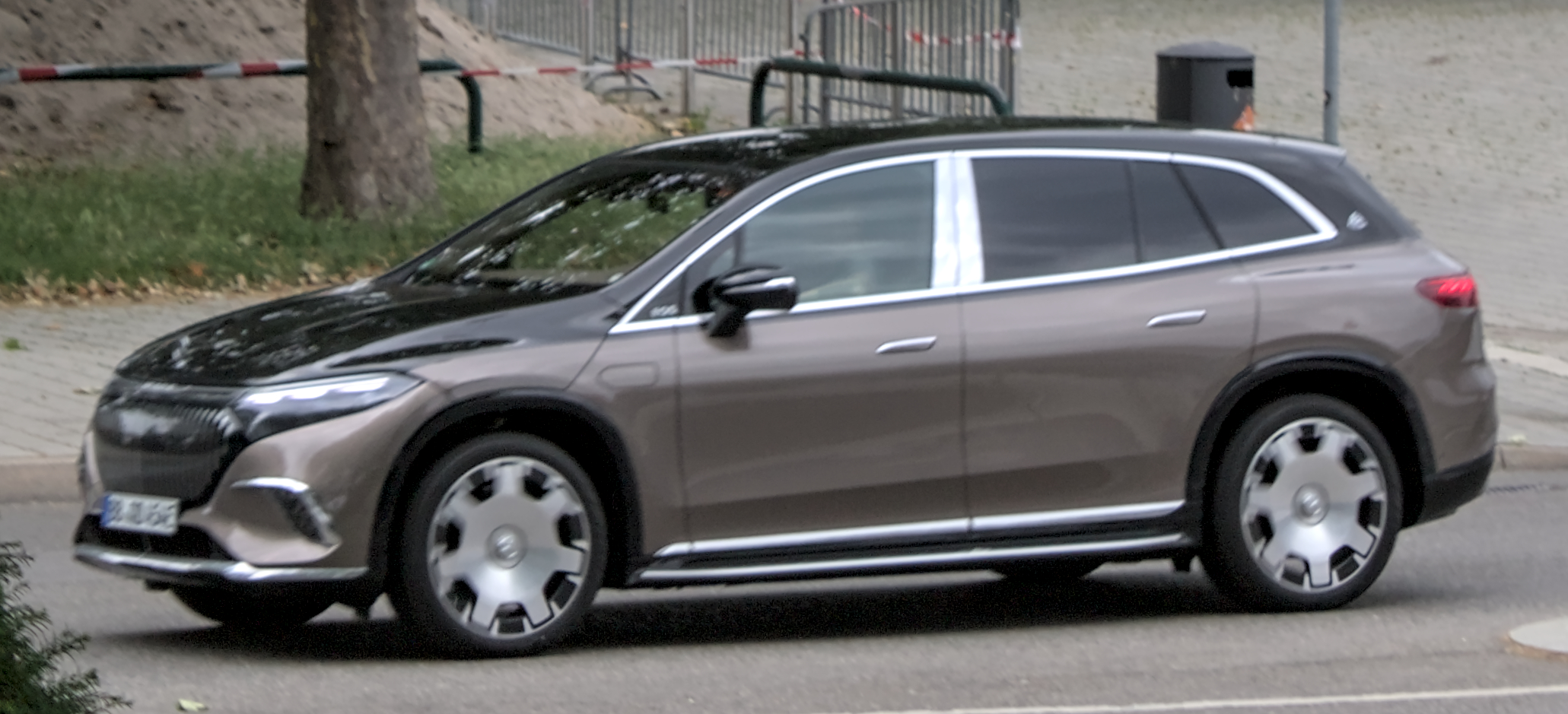
Mercedes-Maybach EQS680 SUV (X296)

У квітні 2023 року Mercedes представив позашляховик Mercedes-Maybach EQS 680, ультралюксовий варіант позашляховика EQS під суббрендом Maybach. EQS 680 Maybach доступний лише в чотиримісній конфігурації салону.

## Модифікації
- EQS SUV 450+ 360 к.с. 568 Нм, 540–671 км по циклу WLTP
- EQS SUV 450 4MATIC 360 к.с. 800 Нм, 511–610 км по циклу WLTP
- EQS SUV 500 4MATIC 449 к.с.	828 Нм, 511–616 км по циклу WLTP
- EQS SUV 580 4MATIC 544 к.с.	858 Нм, 511–609 км по циклу WLTP
- Maybach EQS 680 4MATIC 658 к.с. 950 Нм, 511–600 км по циклу WLTP

## Продажі
| Рік  | Європа | США   | Китай |
| ---- | ------ | ----- | ----- |
| 2022 | 154    | 1,665 |       |
| 2023 |        | 8,872 |       |
| 2024 |        | 4,493 |       |